# پنیکای
پنیکای (به انگلیسی: Penycae) یک منطقهٔ مسکونی در بریتانیا است که در Wrexham County Borough واقع شده‌است. پنیکای ۳٬۳۸۹ نفر جمعیت دارد.